# Il principe e il povero (film 1909)
The Prince and the Pauper è un cortometraggio muto del 1909 diretto da J. Searle Dawley, prodotto dalla Edison Manufacturing Company. Tratto dal romanzo di Mark Twain, il film venne distribuito il 3 agosto 1909.
Una delle due apparizioni cinematografiche di Mark Twain (l'altra è stata in A Curious Dream di James Stuart Blackton nel 1907).
Il doppio ruolo (maschile) del principe e del povero viene sostenuto dall'attrice teatrale Cecil Spooner che, all'epoca, aveva 34 anni ed era al suo esordio cinematografico. Nello stesso anno, diretta sempre da Dawley, affronterà un altro ruolo maschile, quello di Hänsel in Hansel and Gretel.

## Produzione
Il film fu prodotto dalla Edison Manufacturing Company.

## Distribuzione
Distribuito dall'Edison Manufacturing Company, il film - un cortometraggio in una bobina - uscì nelle sale statunitensi il 3 agosto 1909.

### Data di uscita
- USA	3 agosto 1909

Alias
- El príncipe y el mendigo	Venezuela